# Whitney Ashley
Pour les articles homonymes, voir Ashley.
Whitney Ashley (née le 18 février 1989 à Moreno Valley) est une athlète américaine, spécialiste du lancer du disque.
Elle participe aux championnats du monde en 2013 et 2015, en terminant 9e lors de cette dernière occasion. Elle remporte les sélections américaines olympiques de 2016.
Elle porte son record personnel à 64,80 m à Claremont le 7 juin 2015.